# Municipio de Sherman (condado de Pottawatomie)
El municipio de Sherman (en inglés: Sherman Township) es un municipio ubicado en el condado de Pottawatomie en el estado estadounidense de Kansas. En el año 2010 tenía una población de 118 habitantes y una densidad poblacional de 1,26 personas por km².

## Geografía
El municipio de Sherman se encuentra ubicado en las coordenadas 39°26′0″N 96°17′41″O / 39.43333, -96.29472. Según la Oficina del Censo de los Estados Unidos, el municipio tiene una superficie total de 93.37 km², de la cual 93,14 km² corresponden a tierra firme y (0,25 %) 0,23 km² es agua.

## Demografía
Según el censo de 2010, había 118 personas residiendo en el municipio de Sherman. La densidad de población era de 1,26 hab./km². De los 118 habitantes, el municipio de Sherman estaba compuesto por el 94,07 % blancos, el 1,69 % eran de otras razas y el 4,24 % eran de una mezcla de razas. Del total de la población el 0 % eran hispanos o latinos de cualquier raza.